# Solera de Gabaldón
Solera de Gabaldón är en kommun i Spanien.   Den ligger i provinsen Provincia de Cuenca och regionen Kastilien-La Mancha, i den centrala delen av landet, 170 km sydost om huvudstaden Madrid. Arean är 50 kvadratkilometer.
Terrängen i Solera de Gabaldón är platt.